# Communauté de communes du Pays boulageois
La communauté de communes du Pays boulageois est une ancienne communauté de communes du département de la Moselle en région Grand Est.

## Histoire
Créée le 1er janvier 2008, la communauté de communes du Pays boulageois regroupe 26 des 31 communes du canton de Boulay-Moselle.
Cette Communauté de Communes est devenue membre du  SCOT de l’Agglomération Messine (SCoTAM) le 8 juin 2015.
Elle fusionne avec la communauté de communes de la Houve au 1er janvier 2017 pour former la communauté de communes Houve-Pays boulageois.

## Composition
Elle est composée de 26 communes :
| Nom                    | Code Insee | Gentilé         | Superficie (km2) | Population (dernière pop. légale) | Densité (hab./km2) |
| ---------------------- | ---------- | --------------- | ---------------- | --------------------------------- | ------------------ |
| Boulay-Moselle (siège) | 57097      | Boulageois      | 19,55            | 5 648 (2014)                      | 289                |
| Bannay                 | 57048      |                 | 4,11             | 73 (2014)                         | 18                 |
| Bettange               | 57070      | Bettangeois     | 3,73             | 233 (2014)                        | 62                 |
| Bionville-sur-Nied     | 57085      |                 | 8,43             | 379 (2014)                        | 45                 |
| Brouck                 | 57112      | Brouckois       | 2,98             | 90 (2014)                         | 30                 |
| Condé-Northen          | 57150      |                 | 10,92            | 652 (2014)                        | 60                 |
| Coume                  | 57154      | Coumois         | 14,90            | 683 (2014)                        | 46                 |
| Denting                | 57172      | Dentingeois     | 9,67             | 263 (2014)                        | 27                 |
| Éblange                | 57187      | Éblangeois      | 3,32             | 379 (2014)                        | 114                |
| Gomelange              | 57252      | Gomelangeois    | 9,40             | 519 (2014)                        | 55                 |
| Guinkirchen            | 57277      |                 | 5,15             | 166 (2014)                        | 32                 |
| Helstroff              | 57312      | Helstroffois    | 7,91             | 509 (2014)                        | 64                 |
| Hinckange              | 57326      | Hinckangeois    | 6,07             | 307 (2014)                        | 51                 |
| Mégange                | 57455      |                 | 4,96             | 168 (2014)                        | 34                 |
| Momerstroff            | 57471      | Momerstroffois  | 6,17             | 283 (2014)                        | 46                 |
| Narbéfontaine          | 57495      |                 | 3,58             | 123 (2014)                        | 34                 |
| Niedervisse            | 57507      |                 | 5,77             | 255 (2014)                        | 44                 |
| Obervisse              | 57519      |                 | 4,40             | 161 (2014)                        | 37                 |
| Ottonville             | 57530      | Ottonvillois    | 15,71            | 421 (2014)                        | 27                 |
| Piblange               | 57542      | Piblangeois     | 9,59             | 1 019 (2014)                      | 106                |
| Roupeldange            | 57599      | Roupeldangeois  | 2,52             | 389 (2014)                        | 154                |
| Téterchen              | 57667      | Téterchenois    | 8,75             | 779 (2014)                        | 89                 |
| Valmunster             | 57691      | Valmunstergeois | 3,14             | 91 (2014)                         | 29                 |
| Varize-Vaudoncourt     | 57695      |                 | 13,87            | 533 (2013)                        | 38                 |
| Velving                | 57705      | Velvingeois     | 4,71             | 214 (2014)                        | 45                 |
| Volmerange-lès-Boulay  | 57730      | Volmerangeois   | 5,96             | 570 (2014)                        | 96                 |

## Administration
Le Conseil communautaire est composé de 47 délégués, dont 6 vice-présidents.
| Période          | Période          | Identité      | Étiquette    | Qualité |
| ---------------- | ---------------- | ------------- | ------------ | --- |
| 1er janvier 2008 | 31 décembre 2016 | André Boucher | DVD puis UMP | Maire de Gomelange (1977-2008) Maire de Boulay-Moselle (depuis 2008) Conseiller général du canton de Boulay-Moselle (depuis 1992) |